# Aumühle (Breitenbrunn)
Aumühle ist ein Gemeindeteil des Marktes Breitenbrunn im Landkreis Neumarkt in der Oberpfalz in Bayern.

## Geographie
Die Einöde (aktuelle topographische Angabe) liegt circa drei Kilometer nordwestlich des Gemeindesitzes im Oberpfälzer Jura auf circa 443 m ü. NHN an der Wissinger Laber.

## Verkehr
Man erreicht den Ort von Kemnathen her über eine südwestlich verlaufende, von der Kreisstraße NM 2 abzweigende Gemeindeverbindungsstraße.

## Geschichte
Die Awmul ist erstmals 1470 urkundlich erwähnt, als sie, in der Reichsgrafschaft Breitenegg gelegen, von dem Nürnberger Bürger Erhart Arnbauer an den Inhaber der Breitenegger Herrschaft, Konrad von Pappenheim, verkauft wurde. Die Breitenegger Herrschaft und damit auch die Aumühle wechselte noch mehrmals ihren Besitzer, bis sie 1792 bayerisch-kurfürstlich wurde. Im Königreich Bayern (1806) wurde die Gemeinde Kemnathen und damit auch der Weiler Aumühle, bestehend aus drei Anwesen (der Staudigl-Mühle und zwei Häuslern mit landwirtschaftlichen Flächen im Tal und in der nördlich gelegenen Flur „Seeberg“) in die neue Landgerichtsordnung Neumarkt eingegliedert, zunächst als Steuerdistrikt, mit dem Gemeindeedikt von 1818 als Ruralgemeinde. 1867 zählte man im Weiler elf Gebäude und 17 Einwohner. 1875 ergab die offizielle bayerische Volkszählung 24 Einwohner, 13 Gebäude, 3 Pferde und 14 Stück Rindvieh.
Mit der Gebietsreform in Bayern wurde die Gemeinde Kemnathen aufgelöst und die zehn Gemeindeteile und damit auch Aumühle zum 1. Januar 1978 in den Markt Breitenbrunn im Landkreis Neumarkt eingegliedert. Heute besteht der Weiler aus vier Anwesen. Die Mühle selber war eine Getreidemühle mit einer Säge und wurde von zwei oberschlächtigen Wasserrädern betrieben. Der Mahlbetrieb wurde 1958 eingestellt. Das Mühlengebäude, ein Satteldachbau aus der Mitte des 19. Jahrhunderts, gilt als Denkmal. Seit 2017 befindet sich im Weiler eine Scheren-/Messerschleiferei.

## Kirchliche Verhältnisse
Aumühle gehört seit altersher zur 1480 erstmals erwähnten Pfarrei Kemnathen im Bistum Eichstätt. 1938 wohnten hier 20 Katholiken und keine Andersgläubigen.